# آکادمی نیروی هوایی کره
آکادمی نیروی هوایی کره (کره‌ای: 배우고 익혀서 몸과 마음을 조국과 하늘에 바친다) دانشگاه نظامی وابسته به نیروی هوایی جمهوری کره است،  در سال ۱۹۴۹ تأسیس شد.